# Дом Мехмандаровых
Дом Мехмандаровых (азерб. Mehmandarovların evi) — исторический жилой комплекс дворцового типа, расположенный в городе Шуша, Азербайджан, в квартале Таза. Содержит одни из наиболее интересных образцов стенных росписей в Азербайджане. В жилой комплекс входят большое жилое здание XIX века, малое жилое здание XIX века и семейная мечеть. Комплекс ограждён каменными стенами.

## Общие сведения
Ранее жилой комплекс принадлежал семье Мехмандаровых. 
В период Азербайджанской ССР в большом жилом здании располагалась Шушинская городская больница, в малом жилом здании — Шушинский историко-краеведческий музей. 
В период контроля непризнанной Нагорно-Карабахская Республика (НКР) мечеть на территории была превращена в музей геологии. После восстановления контроля над городом азербайджанскими вооружёнными силами в 2020 году в комплексе осуществлена реставрация.
Во дворе жилого дома находится фаэтон начала XX века.
В ходе реставрации создана музейная экспозиция на тему «Дом карабахского дворянина». Экспозиция отражает интерьер дома карабахского дворянина, образ жизни конца XIX — начала ХХ веков. На стенах вывешены документы и портреты. Экспозиция содержит 150 антикварных предметов.
Представлены фотографии дворянских родов города Шуша Мехмандаровых, и имеющих с ними  родственные связи Рустамбековых, Везировых, Каджар.

## Архитектурные особенности
Дом имеет квадратную форму. Три комнаты из четырёх на втором этаже выходят на веранду тыльной стороны дома. Эркерная большая комната, выполняющая функцию гостевого зала, выходит на основной фасад.
Такое решение фасада, несмотря на отсутствие симметричности, создаёт впечатление гармоничности и уравновешенности архитектурных частей дома. Лестница и деревянная веранда на фасаде тыльной стороны дома утяжеляет его общий вид. Особое место в архитектуре дома занимает хорошо освещённый благодаря широким окнам и богато украшенный гостевой зал.

## Стенные росписи

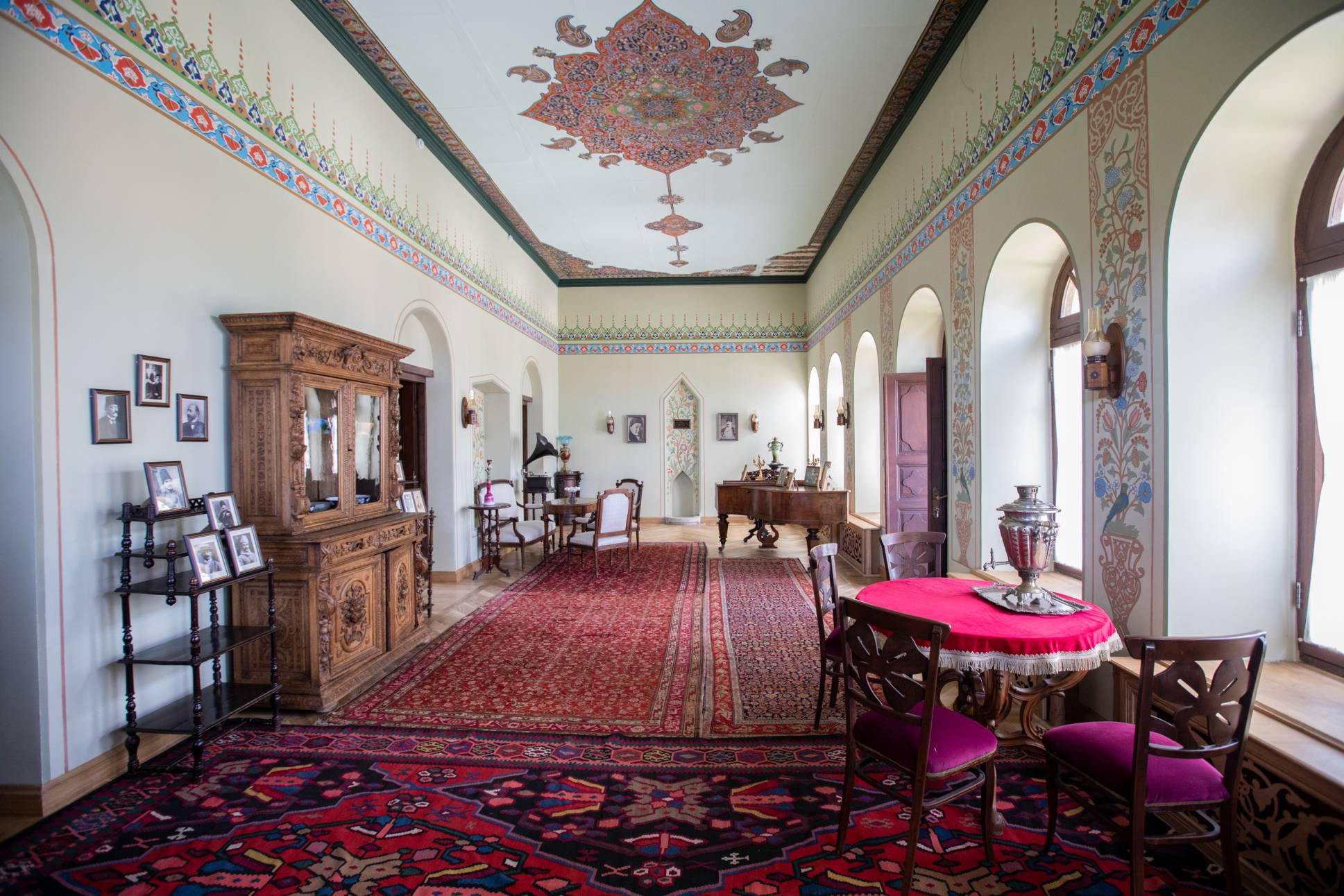
Интерьер одного из залов дома после реставрационных работ

Интерьеры Большого жилого здания и семейной мечети были украшены росписями Уста Гамбара Карабаги, напоминающими стенные росписи Дворца шекинских ханов. 
Расписывая панели маленькой комнаты дома Мехмандаровых, Уста Гамбар использовал свойственный лишь ему и более нигде им не повторённый мотив. В этом изображении с главенствующим принципом повторяющегося узора не наблюдается традиционного деления панелей на сектора колоннами. В насыщенной композиции изображены сидящие на ветках растений различные птицы. Она напоминает росписи на втором этаже дворца Шекинских ханов. Изображения на этой панели, созданной с использованием открытых тонов, были размещены на нижней части стены, поэтому они плохо сохранились (по сравнению с другими настенными росписями комнаты).
Исследовавшая стенные росписи дома искусствовед Н. М. Миклашевская утверждает, что «хотя фризовые изображения как во Дворце шекинских ханов, так и в доме Мехмандаровых были созданы под руководством Уста Гамбара, изображения дома Мехмандаровых получились лучше. Они больше гармонировали с общими изображениями комнаты». Она также считает, что роспись панно в доме Мехмандарова по тщательности исполнения и тонкости красок стоит выше подобных росписей зала первого этажа шекинского дворца. Как в малой комнате, так и в зале имеются характерные для Шуши камины стрельчатой формы, покрытые плоским живописным орнаментом.

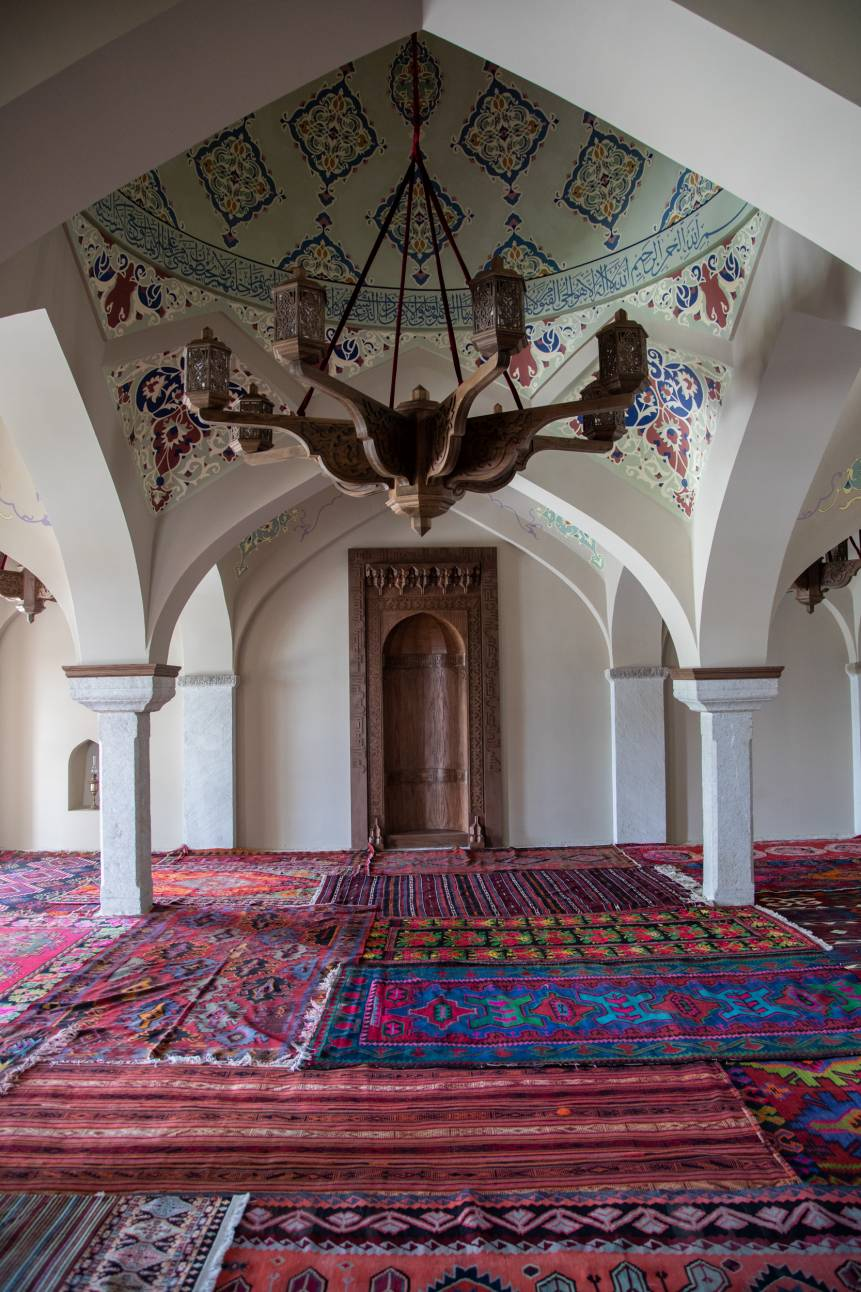
Интерьер семейной мечети Мехмандаровых после реставрации

Основные серебряные ветви фриза дворца Шекинских ханов окружены реалистично изображёнными цветами. Здесь было использовано большое количество серебра, при этом цвета светлее. Узоры же в доме Мехмандаровых представлены в более тёмных тонах. Узоры на фризе повторяются также на тимпанах панно.
Миклашевская также упоминает о шебеке, занимающем всю фасадную стену зала, сходную, по её словам, с шебеке шекинского дворца: «Шебеке своим ажурным плетением в сочетании с мелкими цветными стёклышками составляют причудливые узоры звёзд и кругов и завершают своеобразный декор комнаты».
О камине в доме она пишет следующее: «Конструкция его типична для каминов Шуши. Камин несколько выступает из плоскости стены и имеет четырёхугольную форму с выступом на высоте полутора метров в виде поломки. Выше неё находится небольшой декоративный квадрат, сверху которого, уже непосредственно на стене камин завершается росписью букета цветов. Топочное отверстие на зеркале камина прорисовано сложной стрельчатой аркой. Декорирован камин небогато: преобладает несложный геометризованный растительный орнамент, украшающий его профилированные полосы. В тимпанах стрельчатой формы топки повторяется роспись стилизованных цветов по синему фону, обычная в тимпанах панно соседней комнаты, а также на плафоне зала. В росписях камина очень мало бронзовой краски».
Вдоль потолка парадного зала дома Мехмандаровых проходит выемка, украшенная интересным фризом. Фриз декорирован композицией из изображений цветов и птиц в форме большого медальона.
Плафон дома Мехмандаровых с точки зрения общей композиции напоминает плафоны дворца Шекинских ханов и дома Шекихановых. Однако его узоры по своим цветам и композиции более близки к мотивам ковроткачества. На свойственных Карабахской школе ковроткачества богато украшенных коврах с центральным медальоном и угловым узором можно увидеть аналогию этой композиции.

## Реставрация
C октября 2021 года в комплексе, мечети и роднике осуществлялись реставрационные работы. В ходе реставрации обновлена кровля, восстановлены потолки усадьбы и мечети. Восстановлена разрушенная стена. Отреставрированы полы дома. Отреставрирована купольная часть минарета, фаэтон.
В сентябре 2022 года завершена реставрация родника. 9 мая 2023 года комплекс был открыт после реставрации.

## Галерея

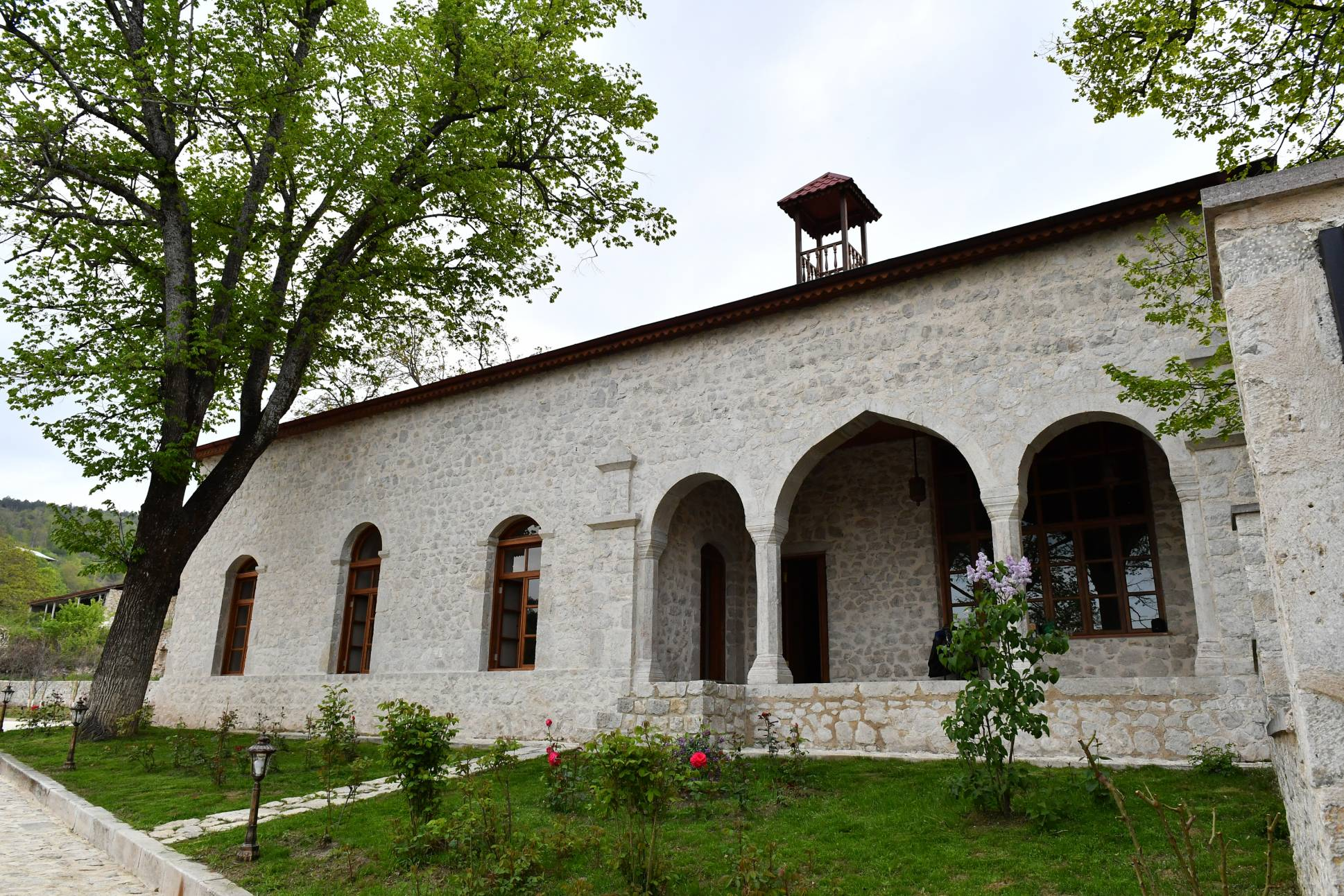
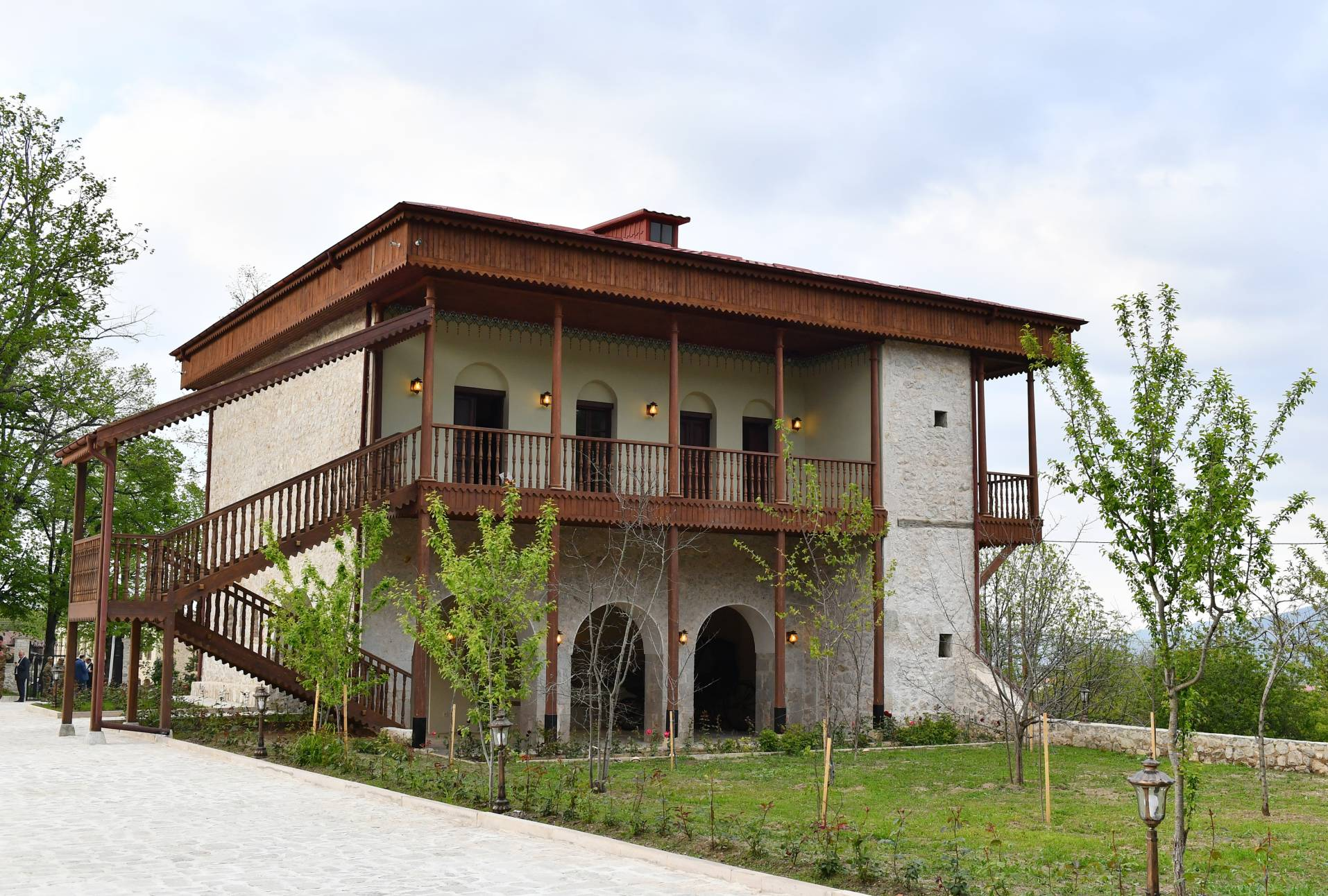

Фрагменты росписей на интерьере дома (работа Гамбара Карабаги):
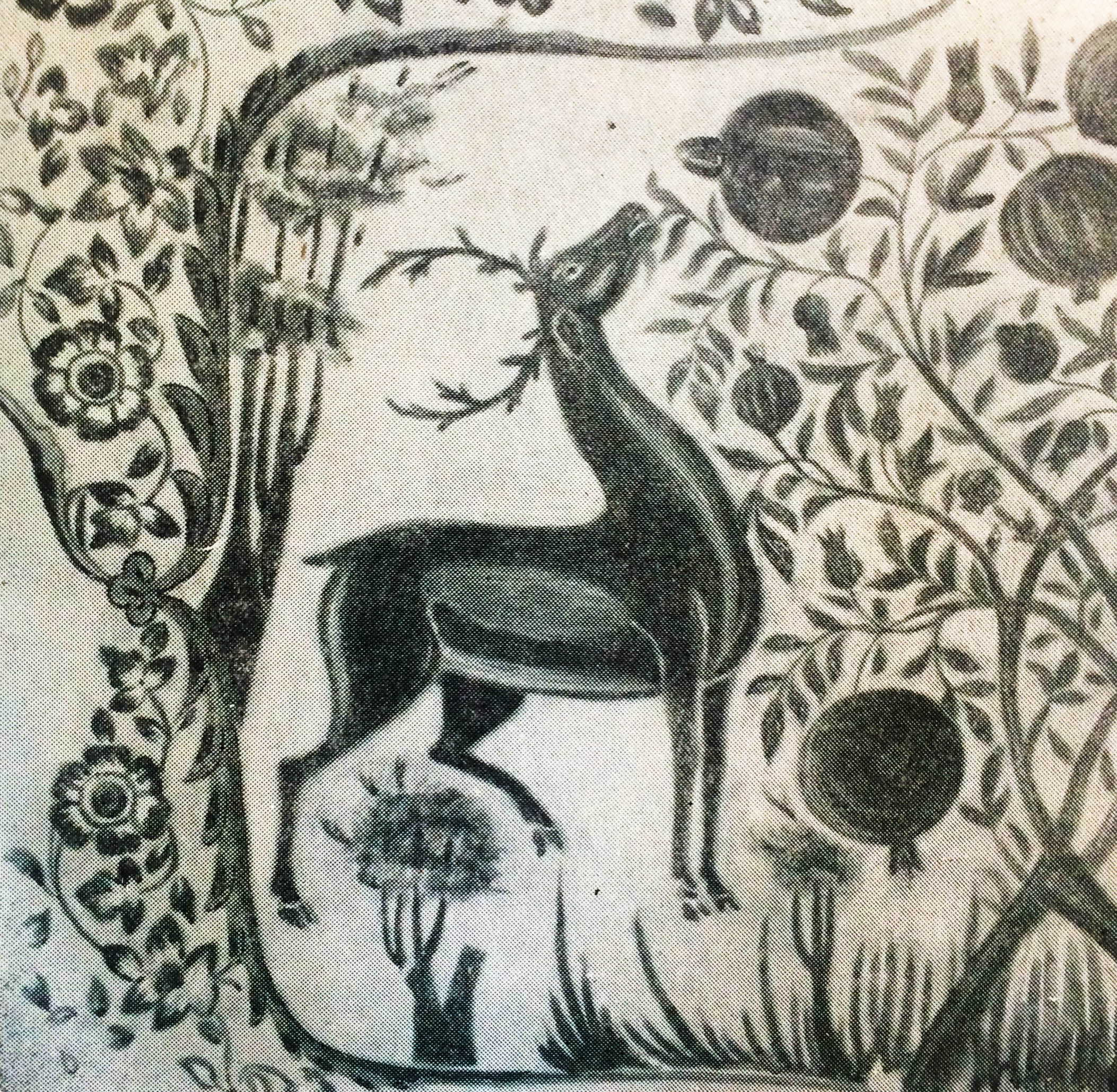
Олень и гранатовое дерево
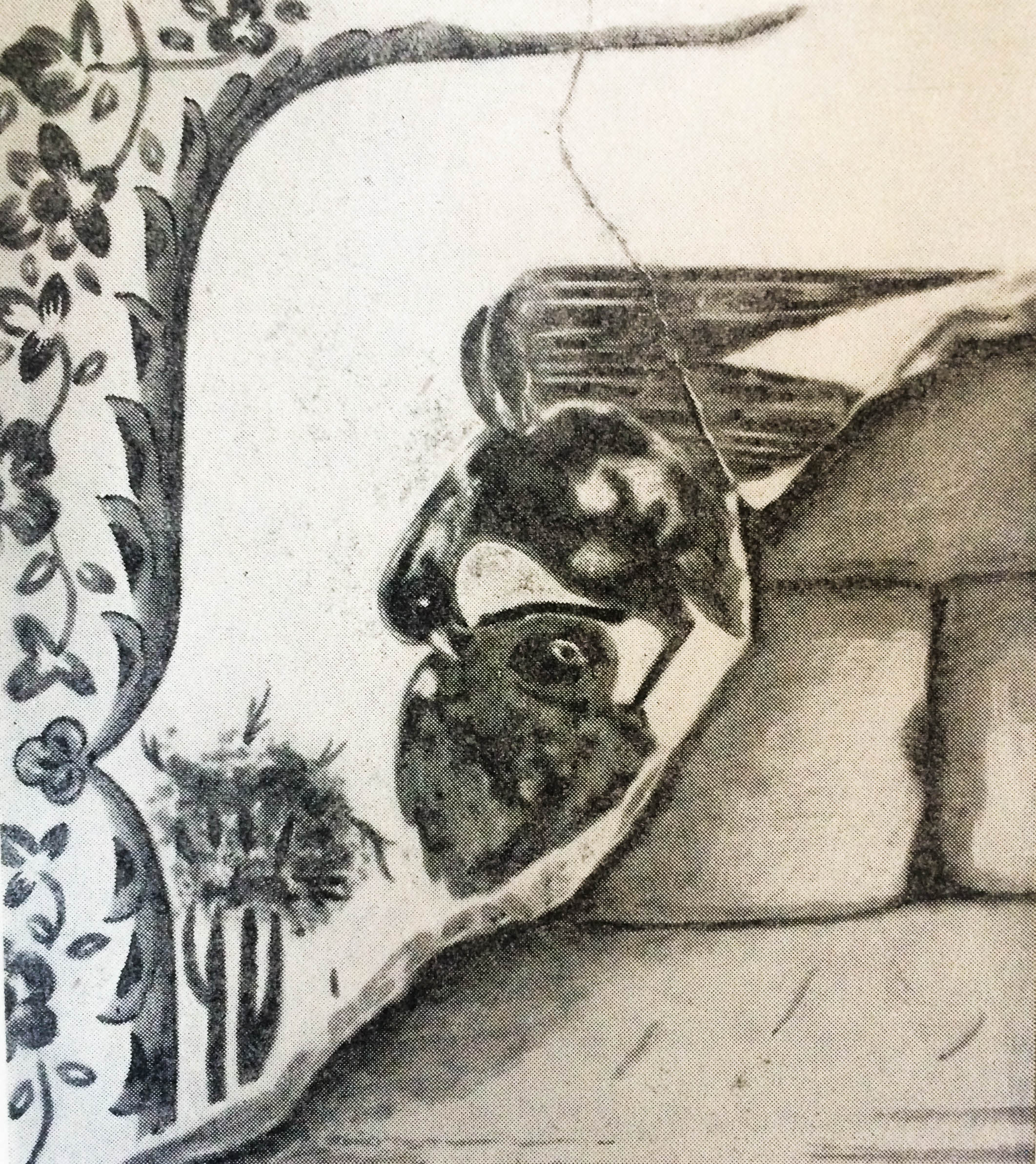
Орел и фазан
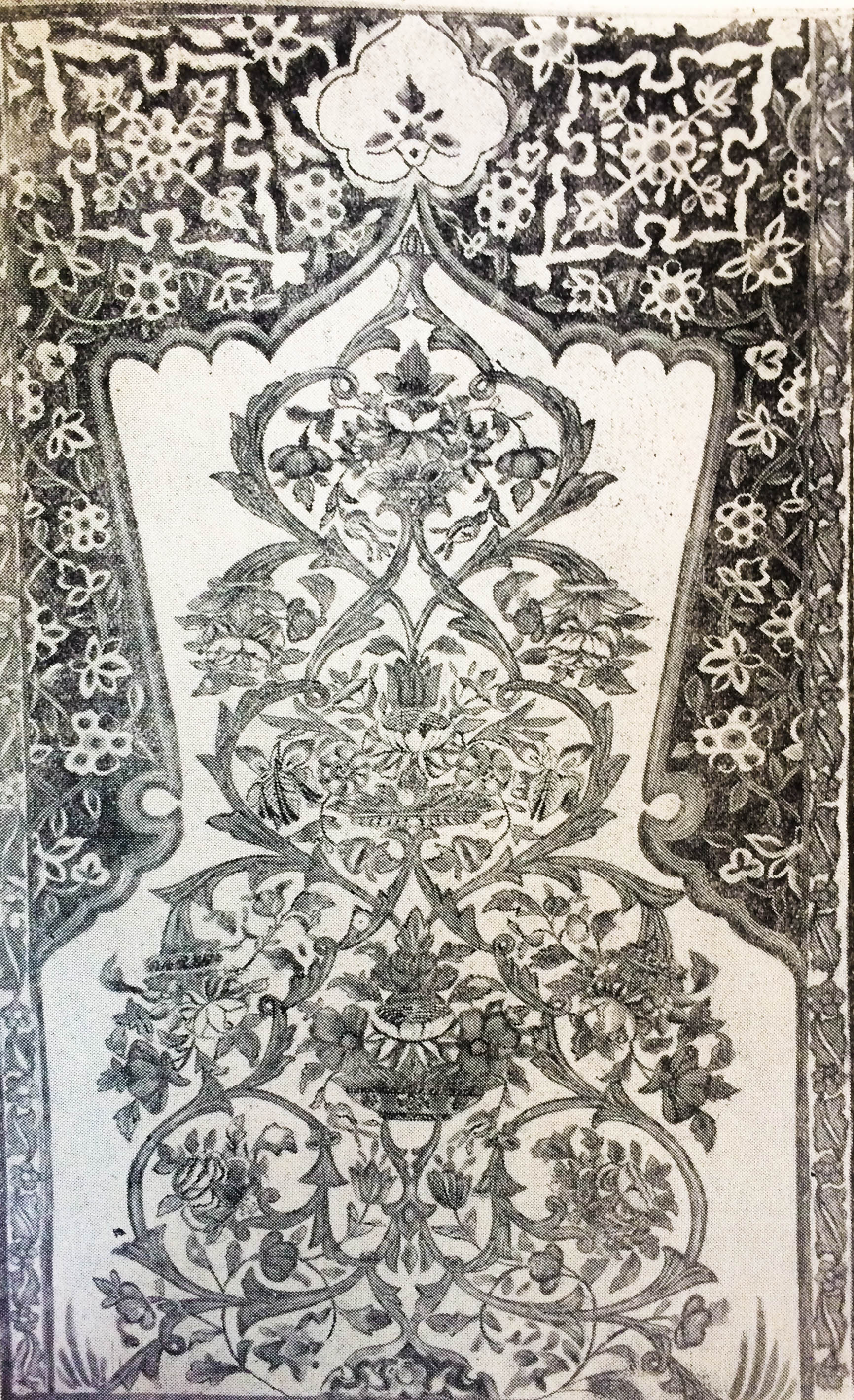
Стилизованное панно в форме букета

Фрагменты росписей плафона на интерьере дома (работа Гамбара Карабаги):
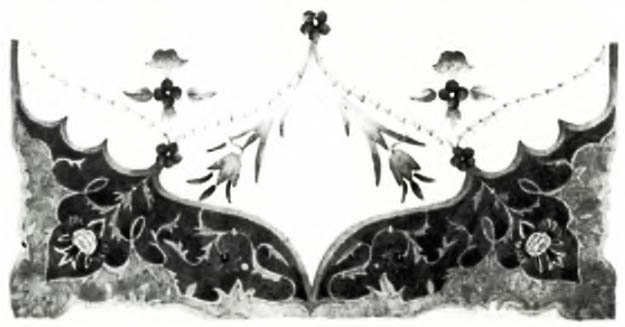
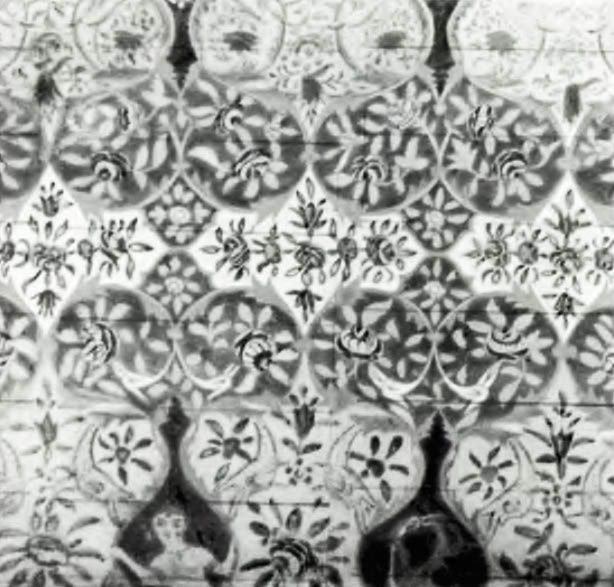
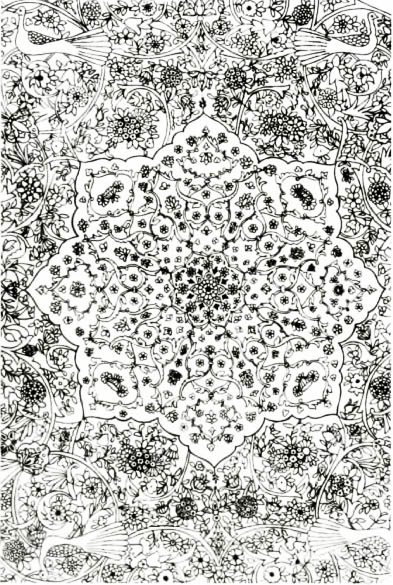
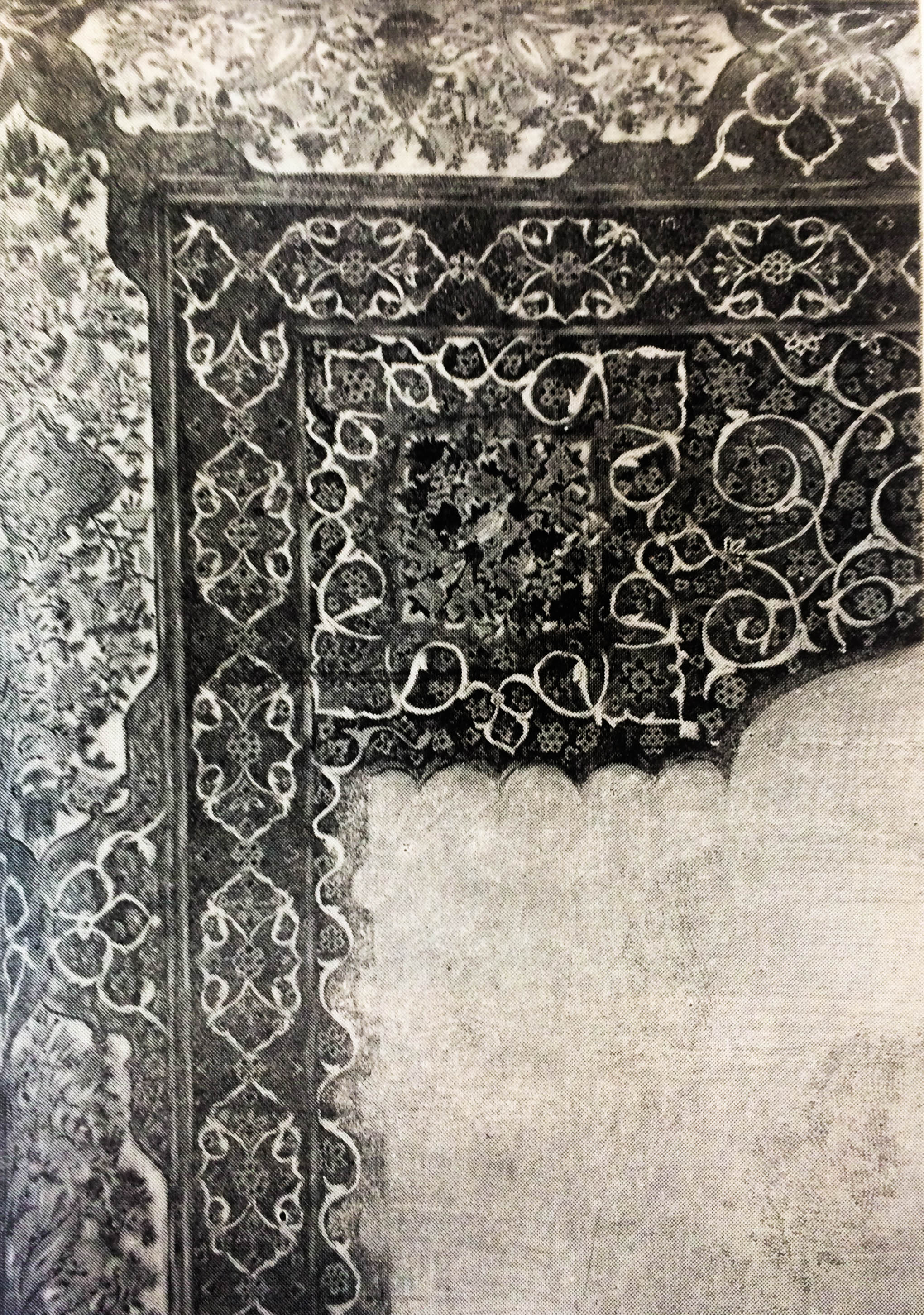